# Batista (football, 1955)
Pour les articles homonymes, voir João Silva, Batista et Silva.
João Batista da Silva, surnommé Batista, était un footballeur brésilien né le 8 mars 1955 à Porto Alegre (Brésil). Il occupait le poste de milieu défensif au Sport Club Internacional et en équipe du Brésil.

## Biographie

### En club
Batista commence sa carrière en faveur du Sport Club Internacional. Avec cette équipe, il remporte trois titres de Champion du Brésil. Il atteint également la finale de la prestigieuse Copa Libertadores en 1980 (défaite face au Nacional de Montevideo).
Batista joue ensuite au Grêmio Porto Alegre et à Palmeiras. Il est sacré « ballon d'argent brésilien » en 1980 et 1982, trophée récompensant le meilleur joueur du championnat brésilien à son poste.
En 1983, Batista s'expatrie en Europe en rejoignant le club italien de la Lazio Rome. Il reste deux saisons à la Lazio avant de filer à Avellino. Au total, il dispute 57 matchs en Serie A, marquant trois buts.
En 1985, il quitte l'Italie et rejoint le club portugais du CF Belenenses. Il ne joue que huit matchs avec cette équipe. Il rentre alors dans pays natal et termine sa carrière à Avaí, club de deuxième division.

### En équipe nationale
Batista compte 36 sélections "officielles" en équipe du Brésil. Il n’inscrit pas de but en équipe nationale. Il joue son premier match en Seleção le 5 avril 1978, lors d'une rencontre amicale face à l'Allemagne. Il reçoit sa dernière sélection le 22 juin 1983 face à la Suède, une nouvelle fois en amical.
Avec l'équipe du Brésil, Batista participe aux Jeux olympiques de 1976 qui se déroulent au Canada et à deux Coupes du monde, en 1978 et 1982. Il prend également part à la Copa América 1979 et au Mundialito de janvier 1981 organisé à Montevideo.
Lors des Jeux olympiques, Batista dispute cinq matchs. Le Brésil se classe quatrième du tournoi, perdant la meilleure de bronze au profit de l'URSS. Lors du mondial 78 en Argentine, il est titulaire, et prend part à sept matchs. Le Brésil termine troisième de la compétition, gagnant la petite finale face à l'Italie. Lors du mondial 82 en Espagne, Batista a perdu sa place de titulaire, et il ne dispute qu'un seul match. Le Brésil est éliminé au second tour de la compétition.
Lors du Mundialito de janvier 1981, Batista dispute trois matchs. Le Brésil atteint la finale de cette compétition amicale en étant battu par l'Uruguay. Enfin lors de la Copa América 1979, Batista participe à 4 matchs. Le Brésil atteint les demi-finales de la compétition en se faisant éliminer par le Paraguay, futur vainqueur de l'épreuve.

## Carrière de joueur
- 1975-1981 :  SC Internacional
- 1982 :  Grêmio Porto Alegre
- 1983 :  SE Palmeiras
- 1983-1985 :  Lazio Rome
- 1985 :  US Avellino
- 1985-1987 :  CF Belenenses
- 1988-1989 :  Avaí FC

## Palmarès

### En équipe nationale
- Troisième de la Coupe du monde 1978 avec l'équipe du Brésil
- Finaliste du Mundialito en 1981 avec l'équipe du Brésil

### En club
- Finaliste de la Copa Libertadores en 1980 avec le Sport Club Internacional
- Champion du Brésil en 1975, 1976 et 1979 avec le Sport Club Internacional
- Champion de l'État du Rio Grande do Sul en 1975, 1976, 1978 et 1981 avec le Sport Club Internacional
- Champion de l'État de Santa Catarina en 1988 avec l'Avaí FC

### Distinctions personnelles
- « Ballon d'argent brésilien » en 1980 et 1982